# Grøn sandspringer
Grøn sandspringer (Cicindela campetris) er ligesom brun sandspringer en almindeligt udbredt billeart i Danmark. 
Den tilhører underfamilien Cincindelinae (Sandspringere) og familien løbebiller (Carabidae).